# Антекера
Антекера (ісп. Antequera) — муніципалітет в Іспанії, у складі автономної спільноти Андалусія, у провінції Малага. Населення — 45 234 особи (2010).
Муніципалітет розташований на відстані близько 390 км на південь від Мадрида, 35 км на північ від Малаги.
На території муніципалітету розташовані такі населені пункти: (дані про населення за 2010 рік)
- Антекера: 37416 осіб
- Бобаділья: 472 особи
- Бобаділья-Естасьйон: 1269 осіб
- Картаохаль: 1160 осіб
- Льянос-де-Антекера: 195 осіб
- Вільянуева-де-Кауче: 301 особа
- Вільянуева-де-ла-Консепсьйон: 3386 осіб (у 2009 році це містечко стало 101-м муніципалітетом провінції Малага)
- Ла-Хоя: 920 осіб
- Лос-Ногалес: 115 осіб

## Демографія
Динаміка населення (INE ):

## Уродженці
- Кіко (*1988) — іспанський футболіст, захисник.

## Галерея зображень

Розташування муніципалітету у провінції Малага
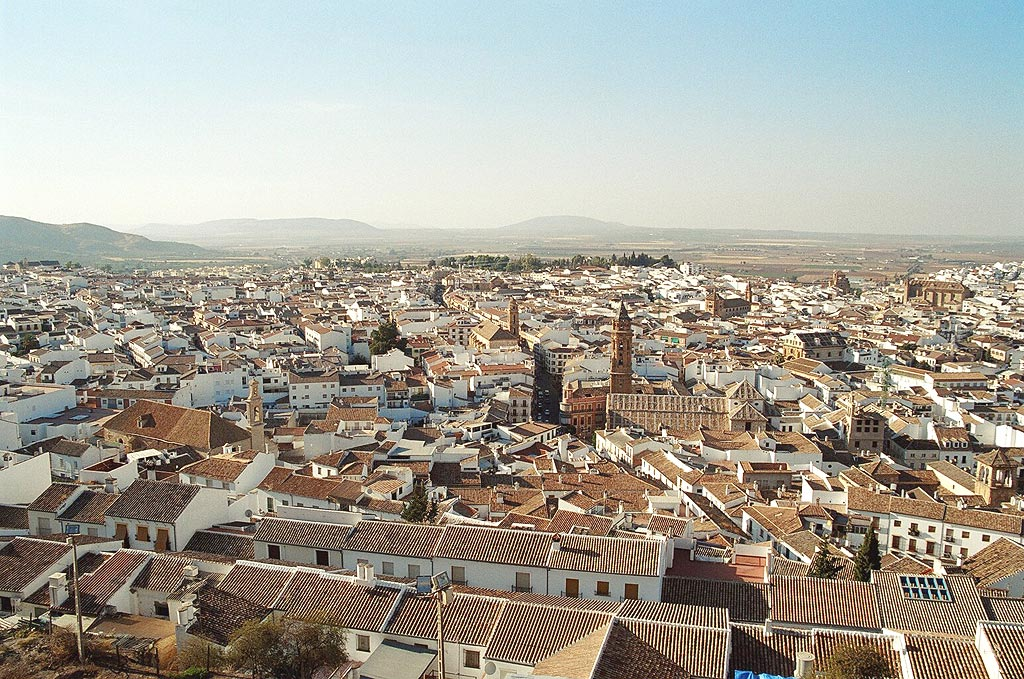
Антекера
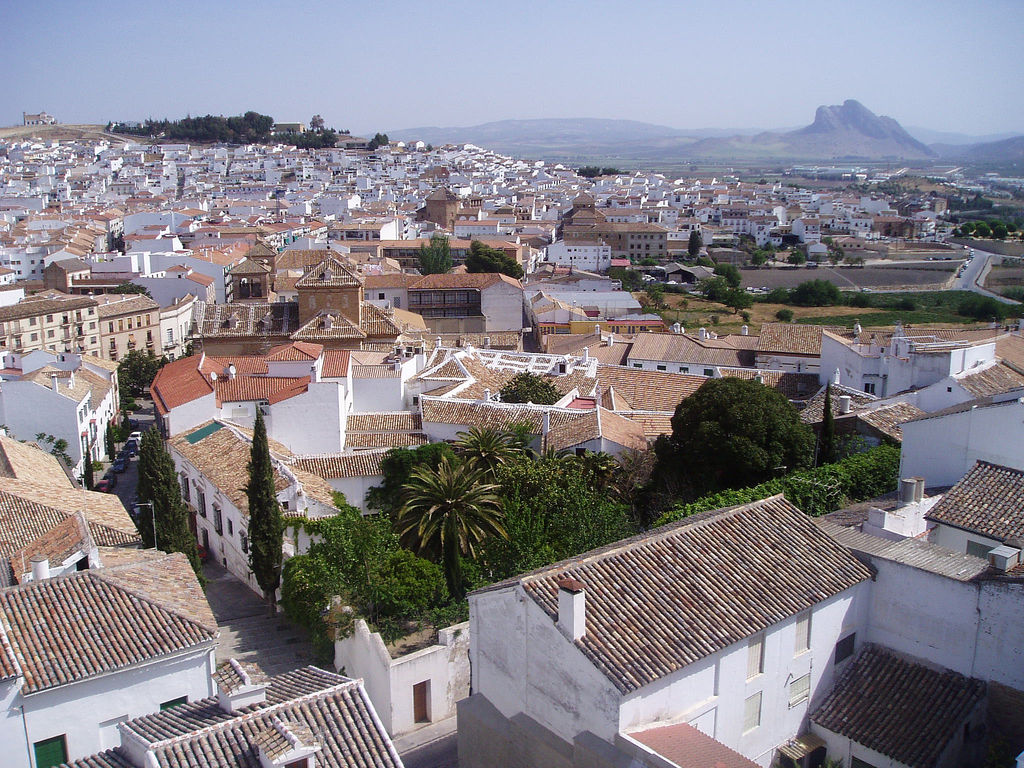
Антекера
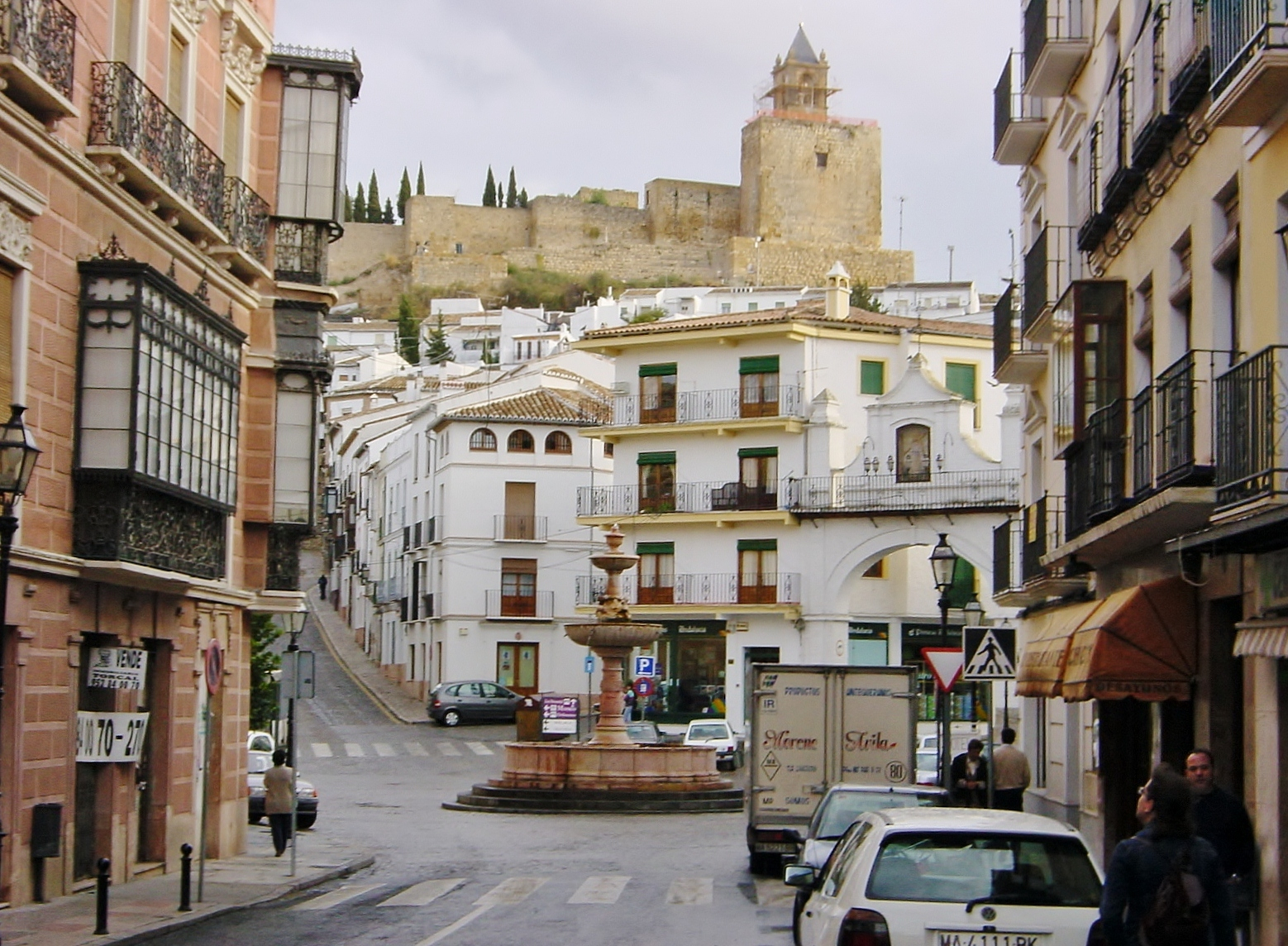
Вулиці старого міста
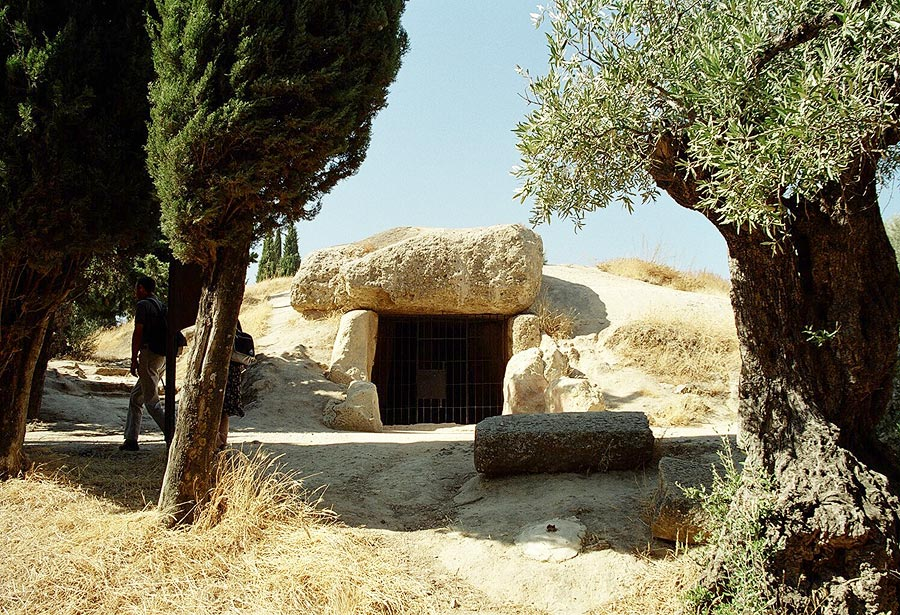
Дольмен Менга
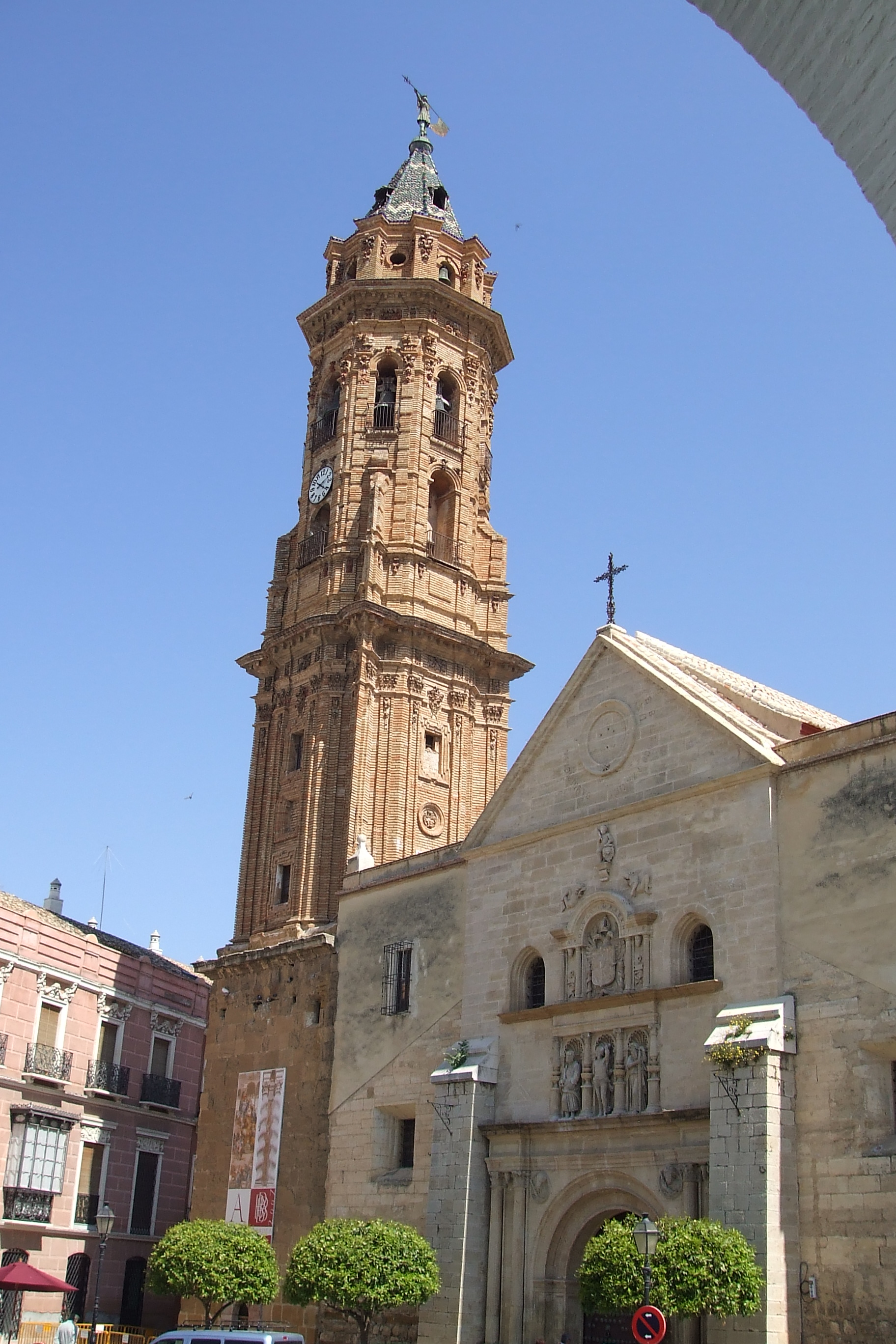
Соборна церква Сан-Себастьян
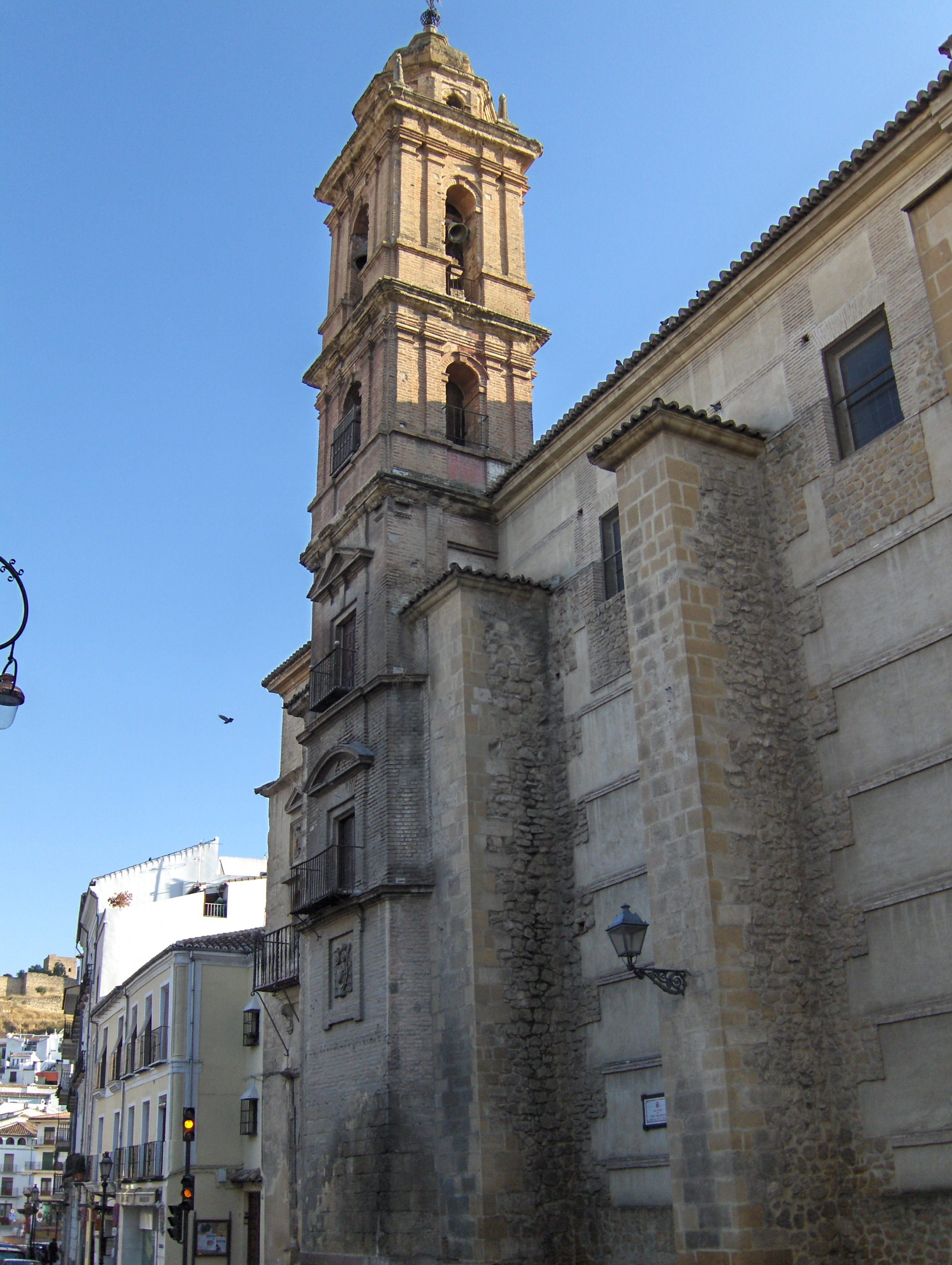
Церква Конвенто-де-Сан-Агустін
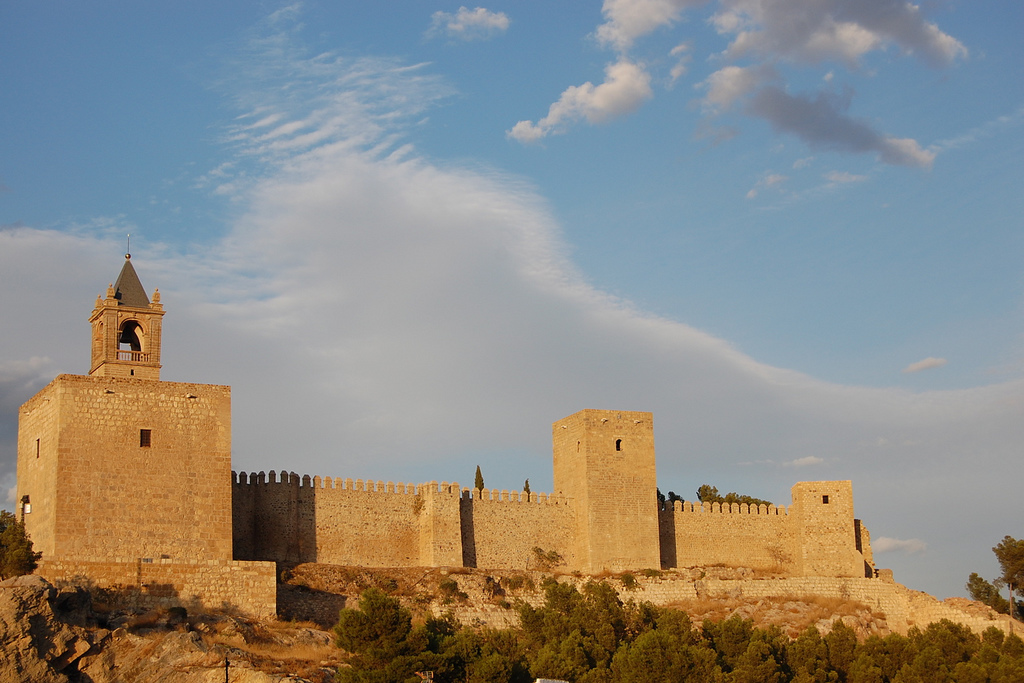
Альказаба в Антекері
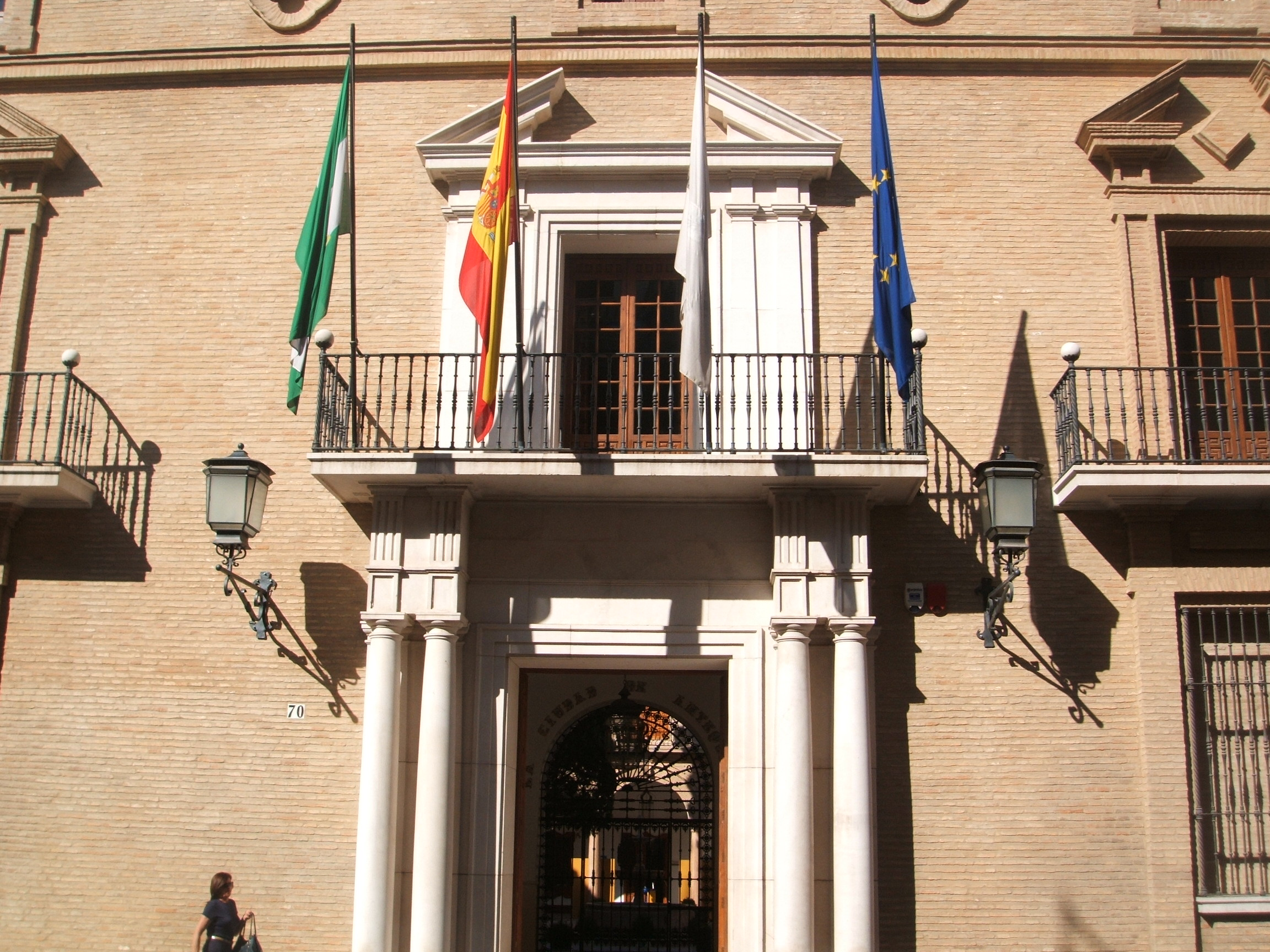
Муніципальна рада